# 魯伊薩特
31°55′N 5°21′E / 31.917°N 5.350°E
魯伊薩特（阿拉伯语：‎），是阿爾及利亞的城鎮，位於該國東部瓦爾格拉省，由瓦爾格拉區負責管轄，面積7,331平方公里，2008年人口58,112，人口密度每平方公里8人。